# サルコラエナ科
サルコラエナ科（サルコラエナか、学名：Sarcolaenaceae）は マダガスカルに自生する被子植物の科である。10属40種あり、ほとんどが常緑樹や低木である。
最近のDNAの研究で、サルコラエナ科は、アフリカ、南米、インド、東南アジアおよびマレーシアに生育するフタバガキ科とは近縁であることを示した。